# Club Atlético Chacarita Juniors 1931
Questa voce raccoglie le informazioni riguardanti il Club Atlético Chacarita Juniors nelle competizioni ufficiali della stagione 1931.

## Maglie e sponsor
| Manica sinistra · Manica sinistra · Maglietta · Maglietta · Manica destra · Manica destra · Pantaloncini · Calzettoni |

## Rosa
| N. |                      | Ruolo | Calciatore         |
| -- | -------------------- | ----- | ------------------ |
|    | Argentina (bandiera) | P     | Eduardo Alterio    |
|    | Argentina (bandiera) | P     | Fortunato Grimoldi |
|    | Argentina (bandiera) | P     | Enrique Perosino   |
|    | Argentina (bandiera) | D     | Demetrio Busti     |
|    | Argentina (bandiera) | D     | Ernesto Cichino    |
|    | Argentina (bandiera) | D     | Paulino De Vicente |
|    | Argentina (bandiera) | D     | Alejandro Loupías  |
|    | Argentina (bandiera) | D     | Ramón Silva        |
|    | Argentina (bandiera) | D     | Ángel Viglietti    |
|    | Argentina (bandiera) | C     | Rodolfo Avancini   |
|    | Argentina (bandiera) | C     | Bartolomé Brizuela |
|    | Argentina (bandiera) | C     | Benjamín Coria     |
|    | Argentina (bandiera) | C     | Ernesto Duchini    |
|    | Argentina (bandiera) | C     | A. Lamas           |
|    | Argentina (bandiera) | C     | Carlos Richardi    |
|    | Argentina (bandiera) | C     | Oscar Sabransky    |
|    | Argentina (bandiera) | C     | Juan Leopoldo Sanz |

| N. |                      | Ruolo | Calciatore         |
| -- | -------------------- | ----- | ------------------ |
|    | Argentina (bandiera) | A     | Rafael Apugliese   |
|    | Argentina (bandiera) | A     | José Cruz          |
|    | Argentina (bandiera) | A     | Luis Díaz          |
|    | Argentina (bandiera) | A     | Marcos Díaz        |
|    | Argentina (bandiera) | A     | Juan Gil           |
|    | Argentina (bandiera) | A     | Luis Gómez         |
|    | Argentina (bandiera) | A     | Santiago Iglesias  |
|    | Argentina (bandiera) | A     | Alberto Mesuraco   |
|    | Argentina (bandiera) | A     | Francisco Nin      |
|    | Argentina (bandiera) | A     | Antonio Provenzano |
|    | Argentina (bandiera) | A     | Héctor Roselló     |
|    | Argentina (bandiera) | A     | Emilio Sampayo     |
|    | Argentina (bandiera) | A     | Francisco Seijas   |
|    | Argentina (bandiera) | A     | Armando Stagnaro   |
|    | Argentina (bandiera) | A     | Pedro Stuchetti    |
|    | Argentina (bandiera) | A     | Castor Vázquez     |

## Statistiche

### Statistiche di squadra
| Competizione | Punti | Totale | Totale | Totale | Totale | Totale | Totale |
| Competizione | Punti | G      | V      | N      | P      | Gf     | Gs     |
| ------------ | ----- | ------ | ------ | ------ | ------ | ------ | ------ |
| Campionato   | 42    | 34     | 18     | 6      | 10     | 63     | 58     |
| Totale       | 42    | 34     | 18     | 6      | 10     | 63     | 58     |